# مؤسسه صلح ایالات متحده
مؤسسه صلح ایالات متحده (انگلیسی: United States Institute of Peace) از موسسه‌های زیرمجموعه حکومت فدرال ایالات متحده آمریکا است، که وظیفه پیشگیری و حل منازعات را در سراسر جهان برعهده دارد. این موسسه در زمینه مطالعات و تحقیقات جنگ و صلح، آنالیز و ارائه آموزش در حوزه‌های دیپلماسی، میانجی‌گری و فراهم نمودن اقدامات مرتبط با صلح، فعالیت می‌کند. مؤسسه صلح ایالات متحده در سال ۱۹۸۴ در دوره ریاست‌جمهوری رونالد ریگان تأسیس گردید. ساختمان مرکزی این موسسه در شهر واشینگتن، دی.سی. مستقر می‌باشد.